# 토니 페르난데스
토니 페르난데스(영어: Tony Fernandes, 1964년 4월 30일 ~ )는 말레이시아의 기업가로 현재 에어아시아의 최고 경영자 겸 퀸즈 파크 레인저스의 구단주를 맡고 있다.

## 생애
토니 페르난데스는 말레이시아 쿠알라룸푸르에서 인도계 아버지와 말라가 출신의 포르투갈계 어머니 사이에서 태어났다. 어려서는 사업가였던 어머니를 따라 타파웨어(Tupperware) 상인 파티나 모임에 자주 다니곤 했다. 이후, 그는 영국으로 조기 유학을 떠나 1983년까지 영국의 명문 고등학교인 엡솜 칼리지(Epsom College)에서 수학하고 1987년 런던 정치경제대학교를 졸업한다. 그는 단기간 버진 텔레비전에서 감사인으로 근무했으며, 귀국 후 워너 뮤직 말레이시아에 입사하여 최연소 전무 이사가 되었다. 1992년부터 2001년까지는 워너 뮤직 그룹의 동남아시아 지역 담당 부사장을 맡았으며, 타임 워너가 AOL 과의 합병을 발표하자 2001년 저가 항공사 설립의 꿈을 위해 회사를 그만두었다.

### 사업
그 무렵, 말레이시아 공기업 DRB-하이콤(DRB-Hicom)이 소유하고 있던 에어아시아의 실적이 부진하여 경영 상태가 좋지 않았다. 2001년 10월 당시 수상 마하티르 빈 모하맛는 그에게 에어아시아를 매입하여 살려 보도록 조언했다. 그는 그동안 모아둔 저축을 보태고 주택을 담보로 하여 보잉 737-300 2대와 1,100만 달러의 부채를 안고 있던 에어아시아를 인수했다.
하지만 9·11 테러가 일어 나면서 당시 항공 업계는 최악의 시기였다. 당시 에어아시아는 파산이 예상되었고 부정적인 평가를 받고 있었다. 하지만 1년 후 에어아시아는 모든 빚을 갚아 흑자로 전환했다.
페르난데스는 인수의 타이밍이 완벽했다며, 비행기 임대료는 40% 떨어졌고 다른 항공사들이 실시한 정리 해고 덕분에 경력자의 채용이 용이했다고 말했다.
2007년 그는 쿠알라룸푸르에 최초의 호텔 체인 튠스를 개업하였고, 향후 말레이시아 등 동남아시아지역을 중심으로 체인망을 확대할 계획이다.

### 스폰서 활동
그는 또한 2010년 F1 세계 선수권에서 경기에 참가한 말레이시아 로터스 레이싱(현 캐터햄 F1 팀) 팀의 대표를 맡기도 했다.
F1 2010년 시즌 시작 전에 영국의 저가 항공사인 버진 애틀랜틱 항공의 소유주인 리처드 브랜슨(버진 레이싱, 現마루시아)이 컨스트럭터 순위에서 지는 편이 상대팀 항공사 스튜어디스 제복을 입는 내기를 제안했다. 하지만 리처드 브랜슨이 내기에서 지게 되었고 리처드 브랜슨은 에어아시아 제복을 입어야 했다.
2011년 8월 프리미어 리그의 퀸즈 파크 레인저스 FC의 주식을 매입하여 팀을 인수했다.

### 가족
2017년 10월 14일 프랑스 코트다쥐르에서 2년 넘게 열애한 한국인 여배우와 결혼하여 화제가 되었다.

## 서훈
- 2011년 대영 제국 훈장 명예 3등급(honorary CBE, 외국인대상 정원외)